# تپه هوو کوله ن
تپه هوو کوله ن در شهرستان کوهدشت، بخش کونانی، دهستان کوهنانی، ۸۰۰ متری جنوب روستای حیدرخانی واقع شده و این اثر در تاریخ ۱۸ اسفند ۱۳۸۷ با شمارهٔ ثبت ۲۵۲۳۲ به‌عنوان یکی از آثار ملی ایران به ثبت رسیده است.